# Чемпионат Лесото по шоссейному велоспорту
Чемпионат Лесото по шоссейному велоспорту — национальный чемпионат Лесото по шоссейному велоспорту, проводимый Федерацией велоспорта Лесото. За победу в дисциплинах присуждается майка в цветах национального флага (на илл.).

## Призёры

### Мужчины. Групповая гонка.
| Год  | Победитель        | Второй             | Третий         |
| ---- | ----------------- | ------------------ | -------------- |
| 2008 | Полоко Макара     | Фетесто Монесе     | Тапело Чаоле   |
| 2009 | Махаше Рамолунгоа | Фетесто Монесе     | Тумисанг Таабе |
| 2010 | Фетесто Монесе    | Моэкетси Макатиле  | Тумисанг Таабе |
| 2011 | Фетесто Монесе    | Моэкетси Макатиле  | Тохланг Лечеса |
| 2013 | Тебохо Ханци      | Джонасе Машере     | Фетесто Монесе |
| 2014 | Фетесто Монесе    |                    |                |
| 2021 | Тебохо Ханци      | Малефетсане Лесофе | Кабонина Кого  |
| 2022 | Кабело Макатиле   | Малефетсане Лесофе | Тумело Макаэ   |
| 2023 | Кабело Макатиле   | Тумело Макаэ       | Тебохо Ханци   |

### Мужчины. Индивидуальная гонка.
| Год  | Победитель        | Второй           | Третий            |
| ---- | ----------------- | ---------------- | ----------------- |
| 2008 | Полоко Макара     | Шона Шона        | Моэкетси Макатиле |
| 2009 | Махаше Рамолунгоа | Фетесто Монесе   | Тумисанг Таабе    |
| 2011 | Фетесто Монесе    | Тохланг Рампетла | Тохланг Лечеса    |
| 2013 | Фетесто Монесе    | Джонасе Машере   | Тохланг Лечеса    |

### Женщины. Групповая гонка.
| Год  | Победитель        | Второй          | Третий |
| ---- | ----------------- | --------------- | ------ |
| 2013 | Релебохиле Мотоби | Реэнсенг Накели |        |
| 2023 | Цеписо Лерата     |                 |        |

### Женщины. Индивидуальная гонка.
| Год  | Победитель        | Второй          | Третий       |
| ---- | ----------------- | --------------- | ------------ |
| 2013 | Релебохиле Мотоби | Реэнсенг Накели | Махала Цехло |